# Thung lũng Orkhon
Cảnh quan văn hóa Thung lũng Orkhon (tiếng Mông Cổ: Орхоны хөндийн соёлын дурсгал, đã Latinh hoá: Orhonii höndiin soyoliin dursgal) trải dọc theo bờ sông Orkhon ở miền trung Mông Cổ, cách thủ đô Ulaanbaatar 320 km về phía tây. Nó được UNESCO công nhận là Di sản thế giới vì đại diện cho sự phát triển của các truyền thống mục vụ du mục kéo dài hơn hai thiên niên kỷ. 

## Tầm quan trọng
Trong nhiều thế kỷ, thung lũng Orkhon được xem là nơi có sức mạnh đế quốc của thảo nguyên. Bằng chứng đầu tiên là từ một tấm bia đá với dòng chữ khắc, được dựng lên trong thung lũng bởi Bì Già Khả Hãn, một người cai trị của Đế chế Göktürk thế kỷ thứ 8. Khoảng 25 dặm về phía bắc của bia, trong khu vực thiêng liêng tối tăm của núi rừng Ötüken, là Ordu-Baliq, kinh đô đầu tiên của những người du mục Hồi Cốt. Trong thời kỳ những người Khiết Đan thống trị thung lũng, tấm bia được ghi lại bằng ba ngôn ngữ, để ghi lại những việc làm của người Khiết Đan.
Những ngọn núi tại đây được coi là thiêng liêng đối với những người Tengri giáo giống như là "Trung tâm của thế giới" nhưng nó đặc biệt hơn nữa khi họ cho rằng linh hồn của các vị Khả hãn và tổ tiên của họ trú ngụ tại đây. Hơn nữa, một lực lượng được cho là xuất phát từ ngọn núi này, trao cho Khả hãn quyền thiêng liêng cai trị các bộ lạc Turk nên bất cứ ai kiểm soát được thung lũng này đều được coi là lãnh đạo ý trời của người Turk và có thể tập hợp các bộ lạc lại với nhau. Do đó, việc kiểm soát thung lũng Orkhon có tầm quan trọng chiến lược đối với mọi bộ tộc. Trong lịch sử, mọi kinh đô của người Turk đều nằm ở đây vì lý do này. 

## Di sản thế giới
Các cảnh quan và công trình trong thung lũng Orkon bao gồm:
1. Các đài kỷ niệm của người Turk đầu thế kỷ 8 dành cho Bì Già Khả Hãn và Khuyết Đặc Lặc với các ký tự Orkhon, là các đài kỷ niệm được thừa nhận là ấn tượng nhất từ đế quốc Turk du mục của người Đột Quyết (Göktürk hay Kök-Türk). Chúng đã được các nhà khảo cổ học Nga khai quật và giải mã trong giai đoạn 1889-1893.
2. Các di tích của Khar Balgas, kinh đô thế kỷ 8 của đế quốc Duy Ngô Nhĩ, trên diện tích 50 km² với nhiều bằng chứng của các cung điện, cửa hàng, đền miếu, chùa chiền...
3. Các tàn tích của kinh đô Karakorum của Thành Cát Tư Hãn, có lẽ bao gồm cả cung điện nổi tiếng Thượng Đô.
4. Tu viện Erdene Zuu, tu viện Phật giáo đầu tiên tại Mông Cổ. Nó bị chính quyền cộng sản phá hủy một phần vào giai đoạn 1937-1940.
5. Tu viện Tuvkhun là một tu viện nổi tiếng khác, nằm trên một ngọn đồi ở độ cao 2.600 mét trên mực nước biển. Nó cũng đã bị những người cộng sản phá hủy gần như hoàn toàn.
6. Các di tích của cung điện Mông Cổ thế kỷ 13 và 14 ở đồi Doit, được cho là nơi ở của Đại hãn Oa Khoát Đài.